# Лаконік
Лаконік (дав.-гр. Λακωνικός; д/н — після 192  до н. е.) — останній цар Спарти в 192 році до н. е.

## Життєпис
Походження достеменно невідомо. Разом з тим низка дослідників вказують на те, що ім'я Лаконік не поширено було серед спартанців. Тому є версія, що Тит Лівій, в якого міститься більшість відомостей про Лаконіка, неправильно трактував речення Полібія: йшлося, напевне, про лаконікського юнака, тобто ефеба-спартіата. З огляду на це висувається версія, що справжнім ім'ям його було Леонід. Відповідно до цього міг належати до династії Агіадів як Леонід III.
Про нього відомо, що виховувався разом з дітьми Набіса. Після загибелі останнього 192 року до н. е. думки серед герусії поділилися — одні пропонували оголосити республіку, інші — повернути до царського керування. Перемогла друга точка зору. Царем став Лаконік. Водночас спартіати відбили спробу етолійців на чолі з Алексаменом захопити Спарту. Але влада Лаконіка була непевна. Цим скористався ахейський стратег Філопемен, який швидко захопив Спарту, ліквідував царську владу, а Лаконіку приєднав до Ахейського союзу.
В разі тотожності Лаконіка і Леоніда він міг у 171 році до н. е. очолювати загін у 500 спартанців, що прибув на допомогу македонському цареві Персею.